# Certosa di San Martino

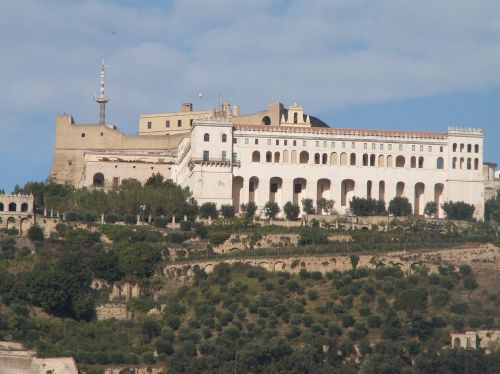
Muzeul San Martino din Napoli cu fortăreaţa Sant'Elmo vizibilă în spatele ei.

Certosa di San Martino (în traducere Mănăstirea cartusiană a Sf. Martin) este un fost complex mănăstire, actualmente muzeu, în orașul Napoli din sudul Italiei. Alături de Castel Sant'Elmo care se află lângă ea, este reperul cel mai vizibil al orașului, fiind situat în vârful dealului Vomero care domină golful Napoli. Inițial mănăstire cartusiană, ea a fost finalizată și inaugurată sub domnia reginei Ioana I în 1368, fiind dedicată sfântului Martin de Tours. În prima jumătate a secolului al XVI-lea a fost extinsă. Mai târziu, în 1623, a fost extinsă iarăși și a devenit, sub conducerea arhitectului Cosimo Fanzago, structura care se poate vedea astăzi.
La începutul secolului al XIX-lea, în timpul ocupației franceze, mănăstirea a fost închisă și abandonată de către ordinul religios. Astăzi, clădirile găzduiesc un muzeu cu o colecție de artefacte din epoca spaniolă și a Bourbonilor, precum și o colecție de presepe - scena Nașterii Domnului - considerate a fi printre cele mai frumoase din lume.

## Imagini

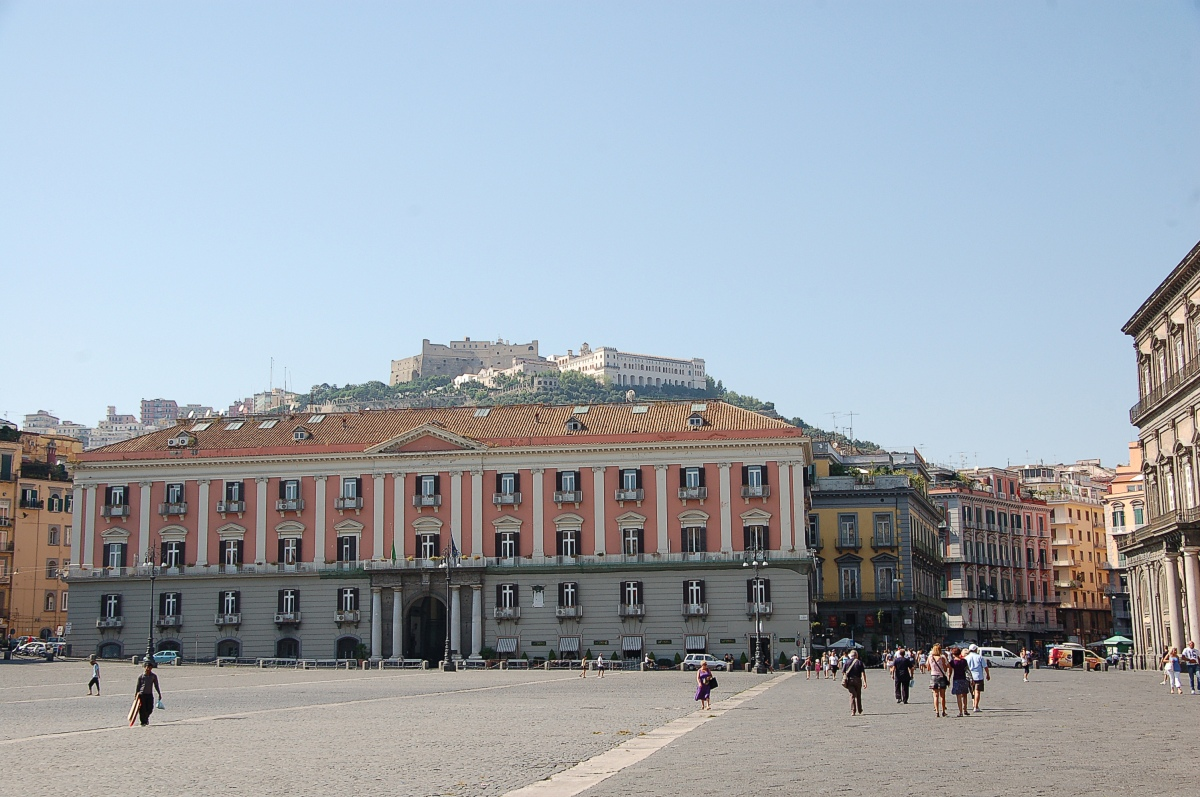
Palatul Prefecturii văzut din Piața Plebiscitului, mai sus pe dealul din spate se află Certosa di San Martino.
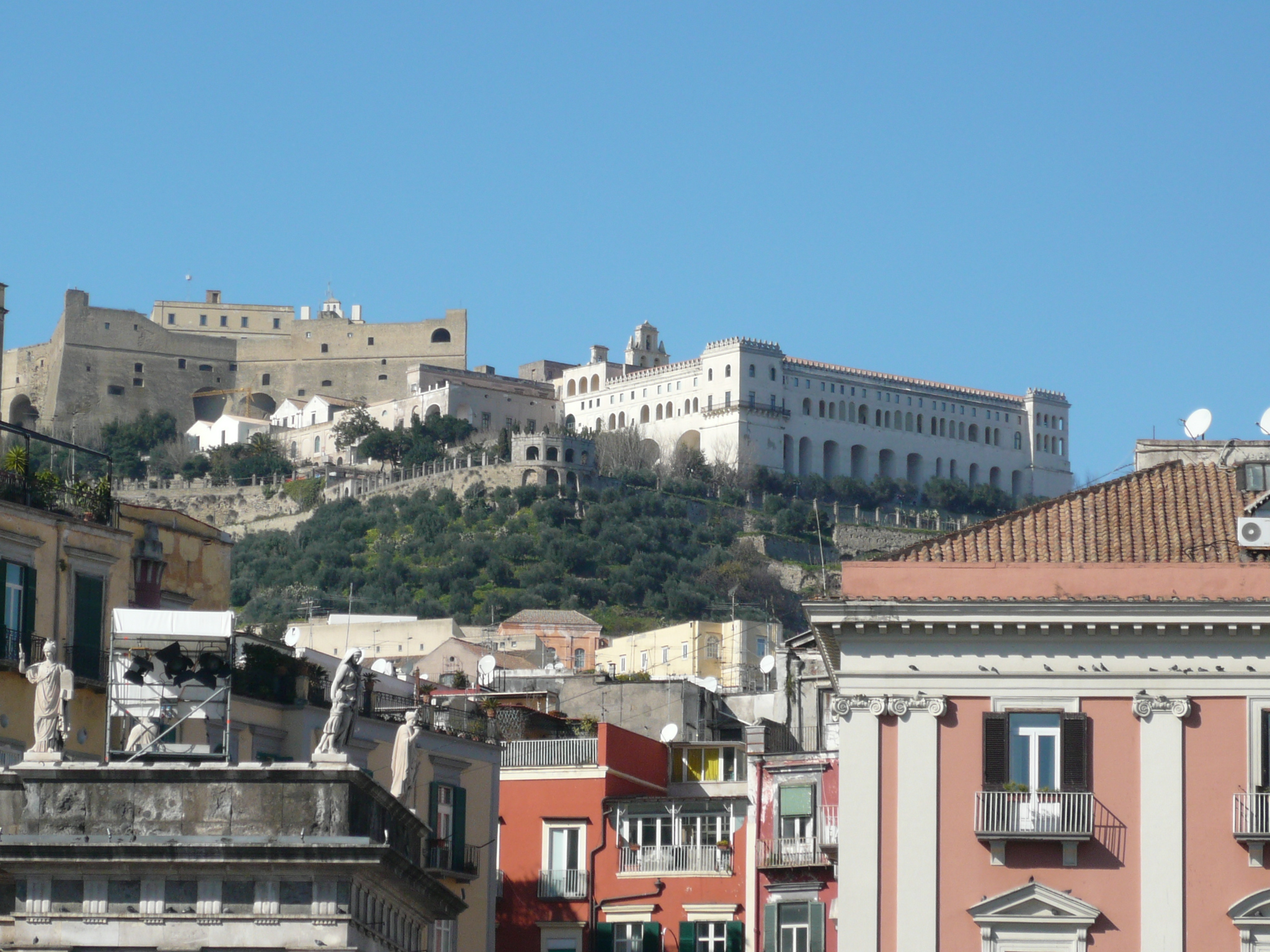
Castel Sant'Elmo şi Certosa di San Martino văzute din Piaţa Plebiscitului
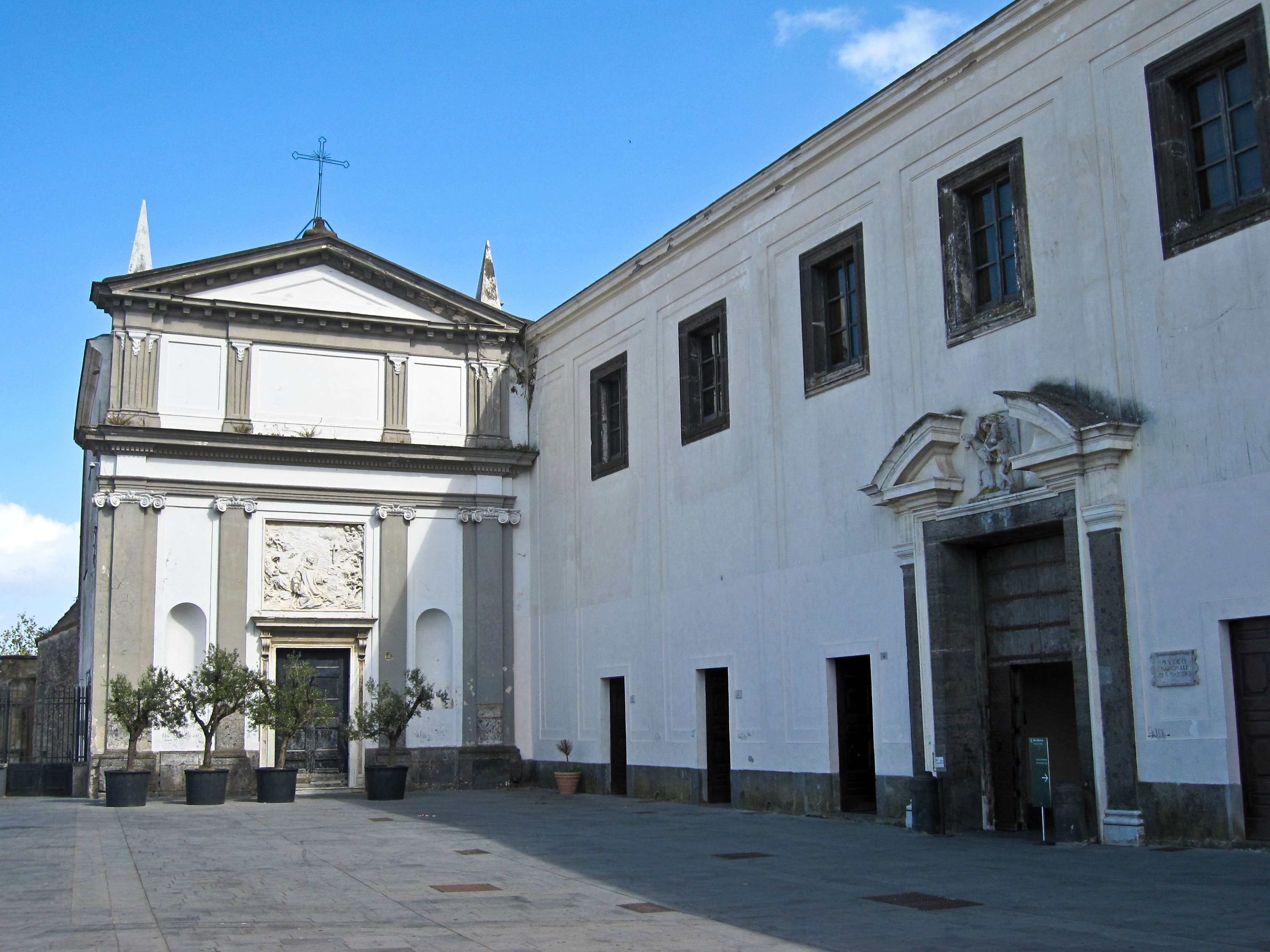
Intrarea în muzeu
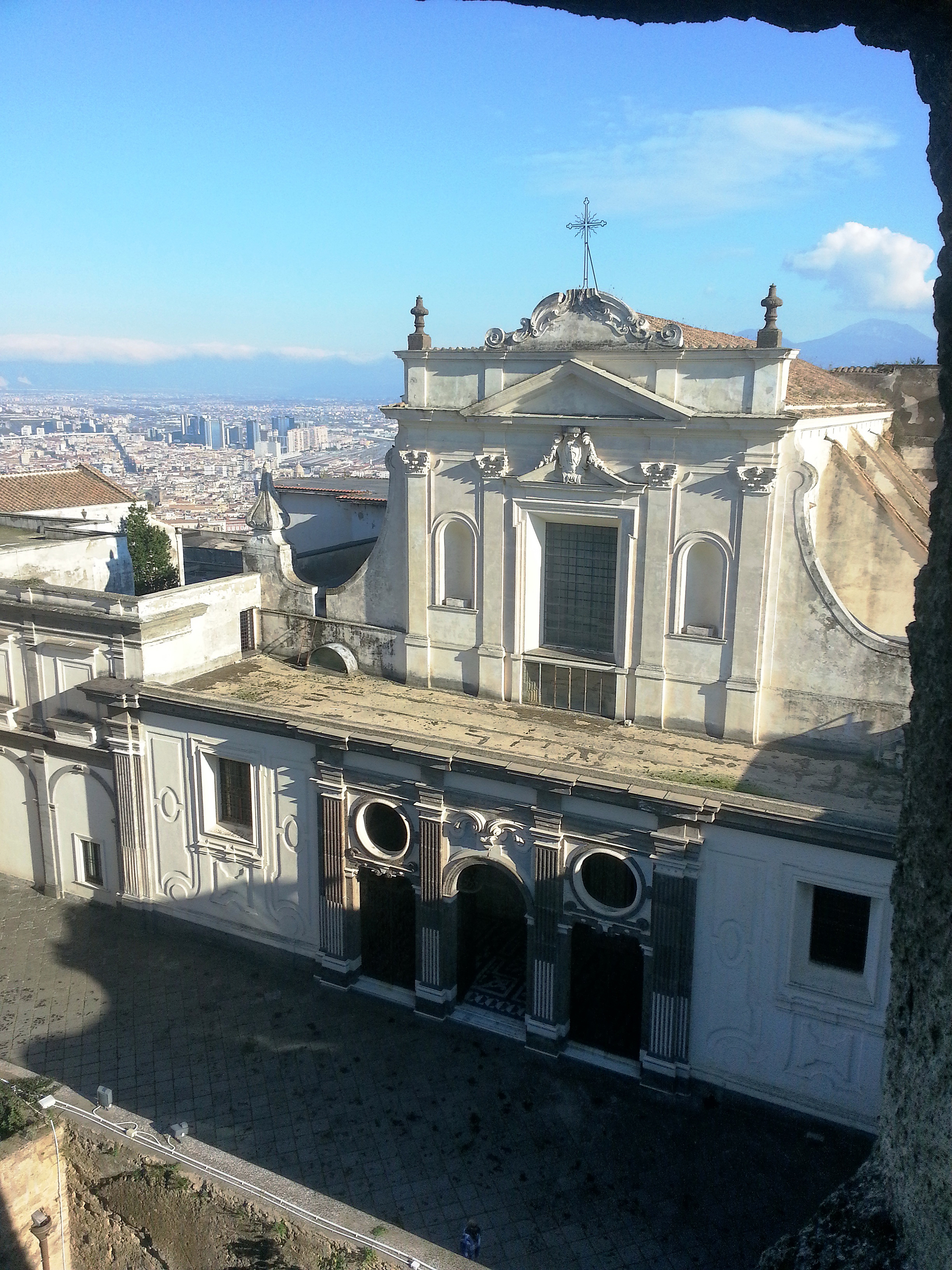
Biserica văzută din Castel Sant'Elmo
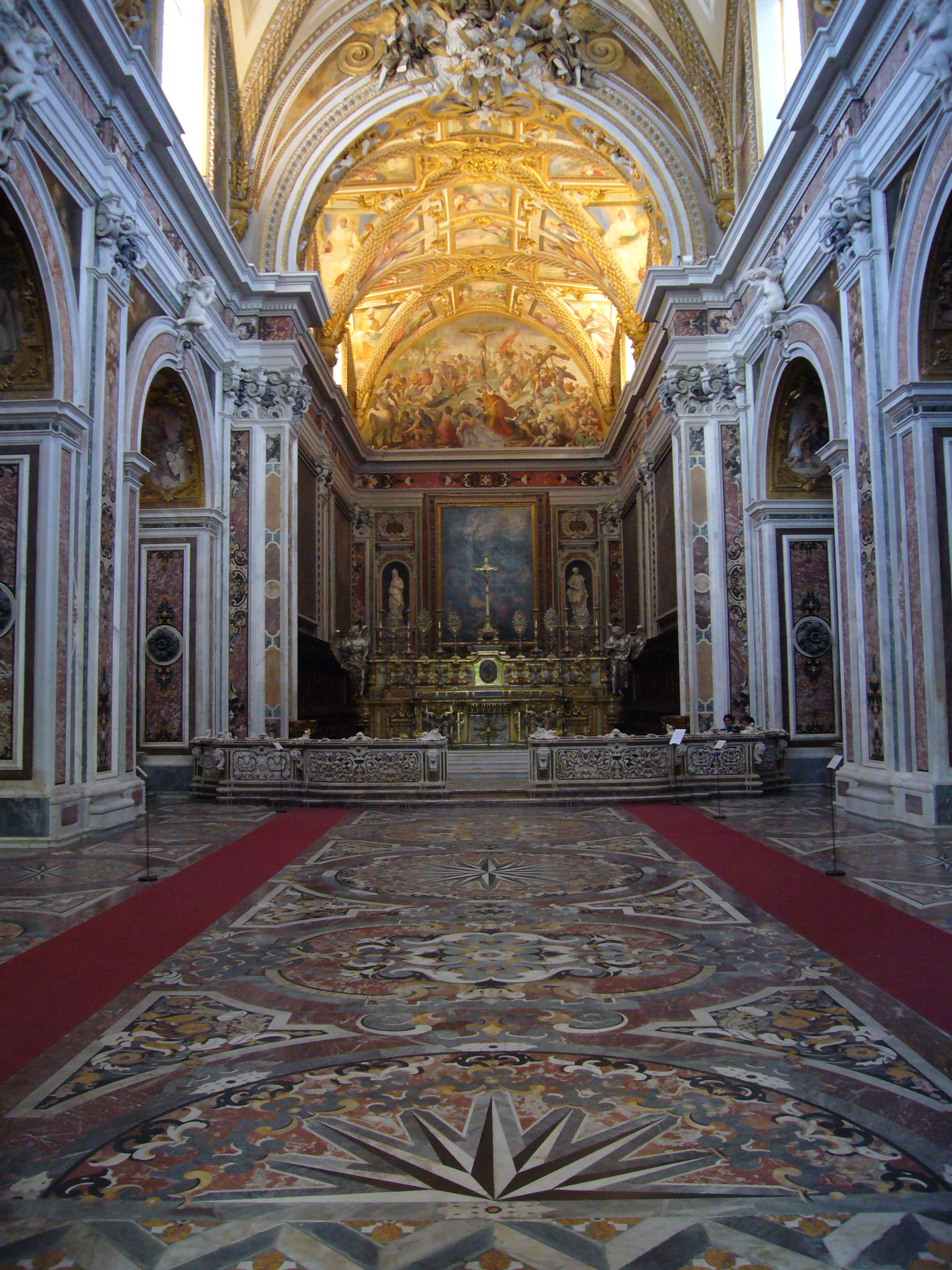
Interiorul bisericii
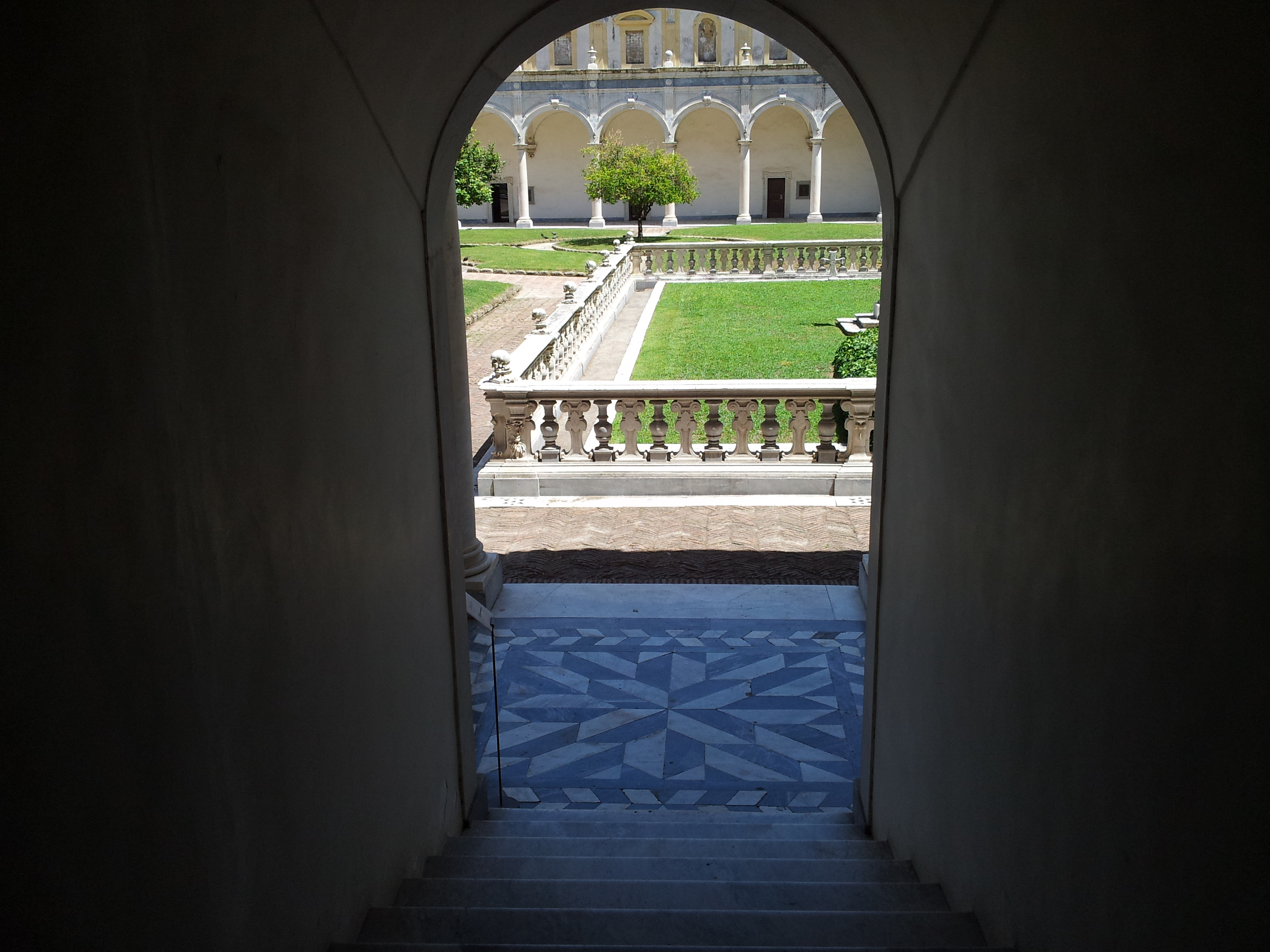
Claustrul mănăstiresc